# Nieznana nuta. Portret Stanisława Bryniarskiego
Nieznana nuta. Portret Stanisława Bryniarskiego – obraz olejny autorstwa Jacka Malczewskiego, namalowany w roku 1902. Przedstawia malarza Stanisława Bryniarskiego. Obecnie dzieło znajduje się w zbiorach Muzeum Narodowego w Krakowie.